# Cristian Zapata
Cristian Eduardo Zapata Valencia (* 30. September 1986 in Padilla) ist ein kolumbianischer Fußballspieler. Der Abwehrspieler spielte zwischen 2006 und 2019 für die kolumbianische Nationalmannschaft.

## Karriere

### Vereine
Zapata wechselte zur Saison 2005/06 vom kolumbianischen Verein Deportivo Cali zusammen mit seinem Nationalmannschaftskameraden Abel Enrique Aguilar, mit dem er im Kader der U-20-WM stand, nach Europa. Beide unterschrieben in Italien beim Serie-A-Verein Udinese Calcio. In Udine kam er in seiner ersten Saison bereits regelmäßig zum Einsatz. Sein Debüt gab er am 12. Spieltag, dem 19. November 2005, gegen den FC Messina. Zudem erzielte er im Heimspiel am folgenden Spieltag gegen Sampdoria Genua seinen ersten Torerfolg in der Serie A. International debütierte er im UEFA-Pokal gegen Levski Sofia am 16. März 2006. Im Oktober 2007 unterzeichnete Zapata einen neuen Vertrag bis Juni 2012. In Vorbereitung auf die Saison 2008/09 verletzte er sich so schwer, dass er sechs Monate ausfiel. So stand er erst wieder zum 19. Spieltag gegen Cagliari Calcio zur Verfügung.
Zur Saison 2011/12 wechselte Zapata nach Spanien zum FC Villarreal; er unterschrieb einen bis 2016 laufenden Vertrag. Die Ablösesumme betrug neun Millionen Euro. Im Sommer 2012 wurde Zapata für ein Jahr zur AC Mailand ausgeliehen. Die AC Mailand sicherte sich zudem eine Kaufoption für Zapata. Diese wurde nach der Spielzeit gezogen und Zapata, der einen Vertrag bis zum 30. Juni 2016 unterschrieb, fest verpflichtet. Sein erstes Ligator für Milan schoss Zapata am 16. Spieltag der Saison 2013/2014 beim 2:2-Remis gegen die AS Rom. Im Sommer 2019 unterschrieb Zapata beim Ligakonkurrenten CFC Genua. Dort stand er in 32 Ligaspielen auf dem Platz, bevor er im Sommer 2021 zum CA San Lorenzo in die argentinische Primera División wechselte.

### Nationalmannschaft
Bevor Zapata in der A-Nationalmannschaft Kolumbiens debütierte, hatte er bereits in den Jugendmannschaften seines Heimatlandes gespielt. 2003 war er im Kader der Mannschaft, die bei der U-17-Fußball-Weltmeisterschaft in Finnland bis ins Halbfinale vordrang. Im Spiel um den dritten Platz verlor sie nach Elfmeterschießen gegen Argentinien. Bei diesem Wettbewerb kam der Verteidiger im Vorrundenspiel gegen Mexiko sowie bei Ausscheiden gegen Brasilien im Halbfinale zum Einsatz.
2005 nahm er mit der U-20 an der Weltmeisterschaft in den Niederlanden teil. In der Gruppenphase setzte sich die Mannschaft in drei Spielen gegen Italien, Kanada und Syrien durch, indem man alle Spiele gewann. Im Achtelfinale schied das Team dann gegen den späteren Weltmeister Argentinien mit 1:2 aus. Das Team wurde nach Turnierende mit dem Fair-Play-Preis geehrt. Zapata kam in allen vier Spielen zum Einsatz.
Sein Debüt in der A-Nationalmannschaft gab Zapata am 12. September 2007 im Freundschaftsspiel gegen die Auswahl Paraguays, als er in der 66. Spielminute eingewechselt wurde. Seitdem ist Zapata regelmäßig Teil der kolumbianischen Auswahl und nahm an der Qualifikation für die Endrunden der Weltmeisterschaften 2010 und 2014 eingesetzt. 2014 gelang Kolumbien die Qualifikation für die Endrunde der WM, woraufhin Zapata für den Kader der Endrunde nominiert wurde. Zapata wurde in zwei der drei Gruppenspiele sowie im Achtel- und Viertelfinale für Kolumbien eingesetzt.
Auch für die Copa América 2015 wurde Zapata nominiert und kam in den drei Gruppenspielen sowie im Viertelfinale gegen Argentinien, als Kolumbien im Elfmeterschießen ausschied, zum Einsatz.
Zapata wurde für die Copa América Centenario 2016 ebenfalls nominiert. Im ersten Einsatz gegen die Auswahl der USA erzielte Zapata das 1:0 (Endstand: 2:0) und wurde zum „Spieler des Spiels“ ernannt. Das Tor war sein erstes Tor für die Auswahl Kolumbiens nach 41 Länderspielen ohne Torerfolg, das Turnier schloss die Mannschaft durch einen 1:0-Erfolg über die USA auf dem dritten Platz ab.
Bei der Fußball-Weltmeisterschaft 2018 in Brasilien gehörte er zum kolumbianischen Aufgebot. Er kam zu einem Einsatz und schied mit der Mannschaft im Achtelfinale gegen England im Elfmeterschießen aus.

## Titel und Erfolge
- U20-Südamerikameister: 2005 (Kolumbien U20)
- Italienischer Superpokalsieger: 2016/17 (AC Mailand)
- Kolumbianischer Pokalsieger: 2022/23 (Atlético Nacional)
- Kolumbianischer Superpokalsieger: 2022/23 (Atlético Nacional)